# John Hindmarsh (cầu thủ bóng đá)
John Smith Hindmarsh (29 tháng 1 năm 1913 – 1990) là một cầu thủ bóng đá người Anh từng thi đấu ở vị trí wing half.